# Novo Repartimento
Novo Repartimento is een gemeente in de Braziliaanse deelstaat Pará. De gemeente telt 70.835 inwoners (schatting 2015).
De gemeente grenst aan Marabá en Tucuruí.

## Geboren
- Erik Lima (1994), voetballer